# Albion Online
Albion Online ist ein kostenfrei spielbares Fantasy-MMORPG des in Berlin ansässigen Entwicklers Sandbox Interactive. Das Spiel erschien zunächst im Juli 2017 für Windows, macOS und Linux. Im Juni 2021 folgten Umsetzungen für iOS und Android. Diese Fassungen wurden 2022 als „Bestes Mobiles Spiel“ mit dem Deutschen Computerspielpreis ausgezeichnet.

## Gameplay

### Charakterentwicklung
Das Spiel ist im Grundaufbau den üblichen MMORPG ähnlich, unterscheidet sich doch in mehreren Aspekten vom Standard. Die bei der Entwicklung als Vorgabe gesetzten, möglichst freien Gestaltungsmöglichkeiten des Spiels als Sandbox-Spiel für den Spieler zeigen sich schon beim Spielercharakter. So sind die anwendbaren und passiven Fertigkeiten des Spielers direkt an die Ausrüstung gekoppelt, die der Charakter trägt. Es gibt also keine direkte Klassenverteilung, die Ausrichtung des Spielers richtet sich nach der Vorliebe und der Ausrüstung, die durch Benutzung natürlich verbessert werden kann. Prinzipiell kann jeder Charakter jede Rolle im Spiel ausfüllen, je länger sich auf eine Rolle konzentriert wird, desto besser wird die mögliche Ausrüstung und die dadurch verfügbaren Fertigkeiten.

### Wirtschaft
Ein weiterer, signifikanter Aspekt des Spiels ist die gänzlich von Spielern betriebene Wirtschaft (vgl. EVE Online). Ressourcen werden abgebaut und durch Spieler mit entsprechender Spezialisierung verarbeitet. Aus den so gewonnenen Ressourcen werden jegliche im Spiel verfügbaren Gegenstände (außer der grundlegendsten Ausrüstung) gefertigt und auch gehandelt. Sogar Reittiere können auf den 'Inseln' der Spieler oder Gilden aufgezogen und trainiert werden (z. B. Ochsen oder Pferde). Über verschiedene Mechanismen werden so auch die von Gegnern (PvP & PvE) erhaltbaren Beutegegenstände von Spielern gefertigt.

### PvP
Die Welt von Albion ist in verschiedene Zonen eingeteilt, die in verschiedenen Farbkodierungen die Gefährlichkeit anzeigen. Die verschiedenen Territorien der Welt sind als einzelne Karten untereinander verbunden und können, einzeln durchquert werden. In den anspruchsvolleren Gebieten sind bessere Ressourcen zu finden, aber auch deutlich mehr Gefahr durch PvP und andere Gegner zu erwarten. Auch können einzelne Territorien von Gilden eingenommen und müssen ebenso gegen andere Gilden verteidigt werden. Die Schlachten zur Kontrolle über Gebiete und Städte werden über ein internes System angesetzt. Hierbei werden auch unterschiedliche Zeitzonen der Spieler berücksichtigt. Dieser Kampf um Städte, Territorien und Ressourcen ist ein starker Antrieb für umfangreiche Spieleraktivitäten, von Allianzenbildung bis zu langfristigen Fehden zwischen den Parteien. Es ist ein starker Faktor der Sozialisierung und Diplomatie im Spiel und damit ein wichtiger Teil des langfristigen Spielerlebnisses.

## Handlung
Es gibt auf den gesamten Inseln von Albion verschiedene Fraktionen, die eigene Strukturen aufgebaut haben oder zuvor hatten. Die königlichen Expeditionstruppen vertreten Recht und Sicherheit der alten Welt, sie sind jedoch nur in Teilen Albions fest etabliert, abseits der Kontrolle der Truppen ist das alte Gesetz nichts wert, hier geht es nur um Macht, Kontrolle und manchmal auch Diplomatie.
Die Ketzer sind die Übriggebliebenen der ersten Besiedlungswelle. Sie sind Verbrecher, Wahnsinnige und andere von der Gesellschaft Verstoßene, die nun noch in kleinen Gruppen ihre Existenz mit dem Hass auf die alte Welt zusammenhalten und Alles angreifen, was nicht zu ihnen gehört.
Die Untoten sind Überbleibsel der alten Kriege der Magier in den Landen von Albion, sie sind die Opfer dieser Schlacht von Magie, Dämonen und der Welt selbst. Dadurch in ihre Körper gebunden, können sie nicht mehr als Hass auf das Lebende, auf das was ihnen verwehrt blieb, aufbringen. Diesem Hass folgen sie seitdem, um Wehe dem, der dieser Erinnerung an die Vergangenheit Albions zu nahe kommt.
Die Hüter Albions sind die eigentlichen Ureinwohner dieser magischen Lande. Sie leben seit Generationen, seit Jahrtausenden auf den Inseln im Nebel, sind mit der Mystik und der Magie der Natur eng verbunden. Sie sind an die Lande gebunden und die Lande an sie. Daher war der Krieg der Magier, dem auch die Untoten entsprangen, ein Weckruf für die Hüter, und die Menschen, die nach diesem Krieg dann die Inseln betraten, sind für die Hüter genauso feindlich wie die Magierheere und die Dämonen zuvor. Sie bekämpfen sie mit aller Macht, die sie haben.
Die Schüler Morganas sind die verderbten Magier, die der dämonischen Vernichtung der Schlacht der Magier entkamen. Und sie folgen noch immer dem Weg ihrer Meisterin, beschwören Dämonen, die sie zu kontrollieren glauben und wollen eines Tages die alte Welt beherrschen, im Namen Morganas, wie es ihre Absicht war.

## Entwicklung
Albion Online ging 2014 in eine öffentliche Betaphase über. Nach Angaben des Entwicklers handele es sich um das „erste echte plattformübergreifende MMO“.
Am 8. Januar 2024 erschien das Update Crystal Raiders.

## Rezeption
Albion Online erhielt „durchschnittliche Kritiken“ der Special-Interest-Presse. Wertungsaggregator Metacritic ermittelte eine Punktzahl von 72 aus 100 für die PC-Version auf Grundlage von acht Rezensionen. OpenCritic ermittelte eine aggregierte Punktzahl von 79 aus 100, basierend auf 10 Kritiken.
Gelobt werden die große Spielwelt, die freie und von Spielern betriebene Wirtschaft sowie vielfältige Möglichkeiten zur Charakterentwicklung. Kritik erntet Albion Online für eine fehlende Hintergrundgeschichte, mangelhafte musikalische Ausgestaltung und einen hohen Frustationsgrad für Genre-Neulinge. GameStar vergibt am Ende eines Tests 75 von 100 Punkten und resümiert:

„Albion Online bleibt trotz des größeren Grinds dank der vielen und freiwählbaren Möglichkeiten zur Charakterentfaltung sehr motivierend.“

### Auszeichnungen
- Deutscher Computerspielpreis 2022 als „Bestes Mobiles Spiel“[6]